# Reinhard Genzel
Reinhard Genzel (n. 24 martie 1952, Bad Homburg vor der Höhe, Republica Federală Germania, Germania) este un astrofizician german. În 2020, a fost distins cu Premiul Nobel pentru Fizică, alături de Roger Penrose și Andrea Ghez, „pentru descoperirea unui obiect supermasiv compact în centrul galaxiei noastre” (Sagittarius A*).